# Edward Lewis Sturtevant
Pour les articles homonymes, voir Sturtevant.
Edward Lewis Sturtevant, né à Boston (Massachusetts) le 23 janvier 1842, mort le 30 juillet 1898, est un agronome, botaniste et médecin américain.
Il est membre de la Société américaine pour l'avancement des sciences.
On lui doit notamment de nombreux travaux sur le maïs, sur sa culture, sa botanique et la classification de ses très nombreuses variétés.